# Garden Grove (Kalifornia)

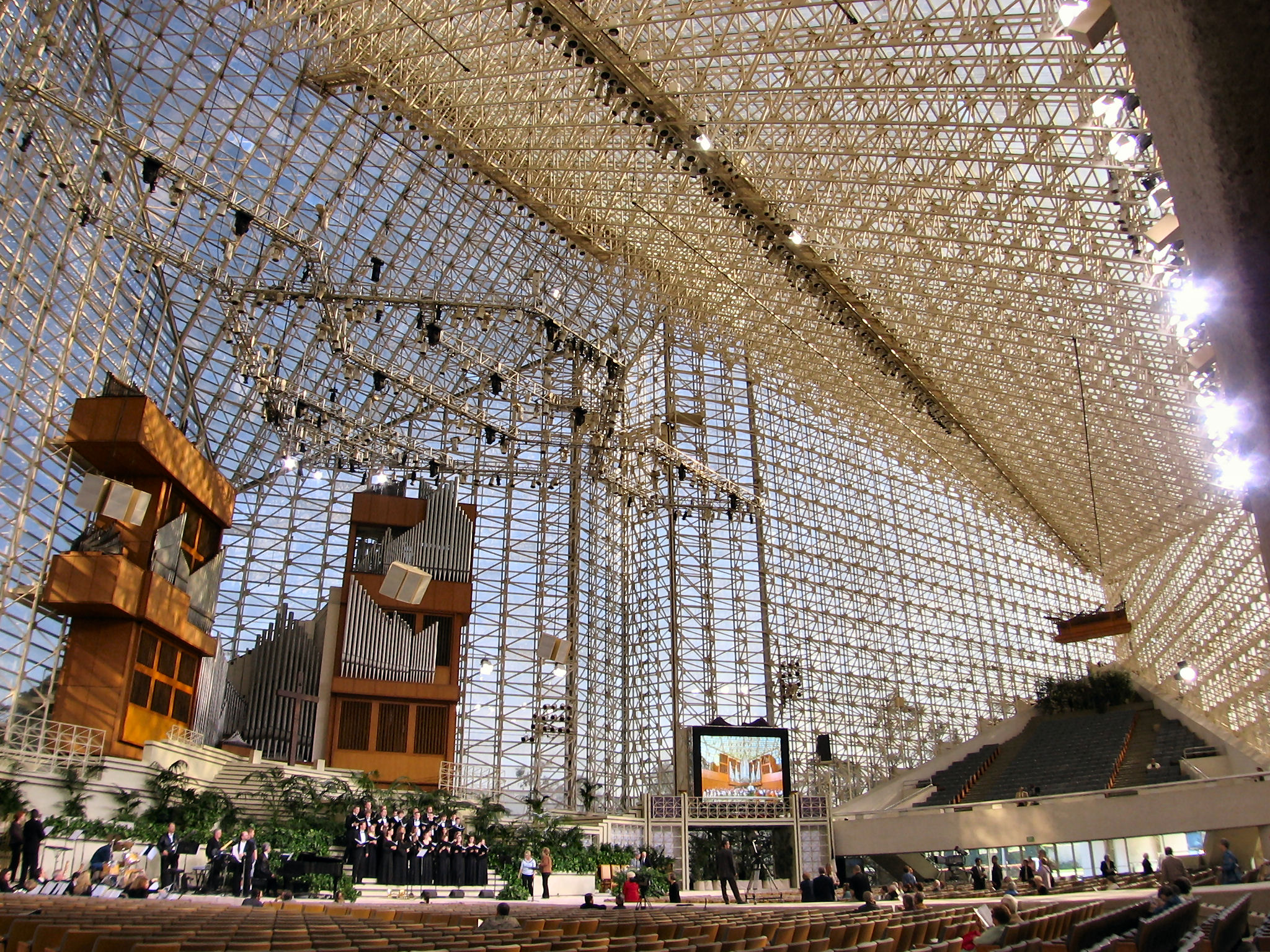
Kryształowa Katedra

Garden Grove – miasto w północnej części hrabstwa Orange w Kalifornii, 174 715 mieszkańców (stan na 2009 roku), powierzchnia 46,7 km².
Znajduje się tu Kryształowa Katedra – dzieło Philipa Johnsona z 1980 roku.
Urodził się tu Dexter Holland, wokalista i gitarzysta punkowego zespołu The Offspring oraz aktorka Jennette McCurdy.
W mieście rozwinął się przemysł wysokich technologii, elektroniczny oraz urządzeń biurowych.